# III liga polska w piłce nożnej (2013/2014)
III liga polska w piłce nożnej 2013/2014. Wystartowało w nich 149 drużyn, grając w 8 grupach systemem kołowym. Sezon ligowy rozpoczął się 3 sierpnia 2013 roku, ostatnie mecze zostały rozegrane 28 czerwca 2014 roku. Do II ligi awansowały Kotwica Kołobrzeg oraz Nadwiślan Góra.
III liga jest szczeblem pośrednim między rozgrywkami centralnymi (II liga) i wojewódzkimi (IV liga).

## Zasięg terytorialny grup
| Poziomy rozgrywkowe w sezonie 2013/2014                | Poziomy rozgrywkowe w sezonie 2013/2014 | Poziomy rozgrywkowe w sezonie 2013/2014 |
| Rozgrywki                                              | P                                       | Nazwa                                   |
| ------------------------------------------------------ | --------------------------------------- | --------------------------------------- |
| Centralne                                              | I                                       | Ekstraklasa                             |
| Centralne                                              | II                                      | I Liga                                  |
| Centralne                                              | III                                     | II Liga (2 grupy)                       |
| Makroregionalne                                        | IV                                      | III Liga (8 grup)                       |
| Okręgowe (16 okręgów)*                                 | V                                       | IV Liga (20 grup)                       |
| Okręgowe (16 okręgów)*                                 | VI                                      | Klasa Okręgowa                          |
| Okręgowe (16 okręgów)*                                 | VII                                     | Klasa A                                 |
| Okręgowe (16 okręgów)*                                 | VIII                                    | Klasa B                                 |
| Okręgowe (16 okręgów)*                                 | IX                                      | Klasa C                                 |
| (*) Różna ilość klas oraz grup w zależności od okręgu. |                                         |                                         |
| System ligowy piłki nożnej w Polsce                    |                                         |                                         |

| grupa I                                 | grupa II                                   | grupa III                            | grupa IV                         |
| --------------------------------------- | ------------------------------------------ | ------------------------------------ | -------------------------------- |
|                                         |                                            |                                      |                                  |
| woj. pomorskie woj. zachodniopomorskie  | woj. kujawsko-pomorskie woj. wielkopolskie | woj. dolnośląskie woj. lubuskie      | woj. opolskie woj. śląskie       |
|                                         |                                            |                                      |                                  |
| grupa V                                 | grupa VI                                   | grupa VII                            | grupa VIII                       |
|                                         |                                            |                                      |                                  |
| woj. podlaskie woj. warmińsko-mazurskie | woj. łódzkie woj. mazowieckie              | woj. małopolskie woj. świętokrzyskie | woj. lubelskie woj. podkarpackie |

## Zasady spadków i awansów
Mistrzowie grup uzyskują możliwość gry w barażach o II ligę.
Średnio po pięć ostatnich drużyn spada do odpowiedniej terytorialnie grupy IV ligi, przy czym liczba ta może zwiększyć się zależnie od liczby drużyn spadających z lig wyższych.
Drużyny, które wycofały się z rozgrywek po rozegraniu mniej niż 50% spotkań, są automatycznie relegowane o dwa szczeble ligowe niżej (do klasy okręgowej), a osiągnięte przez nie rezultaty są anulowane. Drużyny, które wycofały się z rozgrywek po rozegraniu 50% lub więcej spotkań, są automatycznie relegowane o dwa szczeble ligowe niżej (do klasy okręgowej), a za nierozegrane mecze przyznawane są walkowery 3:0 dla zespołów przeciwnych. Wykluczenie z rozgrywek grozi również za nieprzystąpienie z własnej winy do trzech meczów.

## Grupa I
W grupie występuje 16 zespołów, które walczą o miejsce premiowane możliwością gry w barażu o II ligę. Ostatnie trzy zespoły spadają odpowiednio do grupy pomorskiej i zachodniopomorskiej IV ligi. Jeśli mistrz grupy nie wywalczy awansu do II ligi spadnie kolejna drużyna z ligowej tabeli. W przypadku spadku z II ligi drużyn terytorialnie należących do tej grupy (Błękitni Stargard, Bytovia Bytów, Gryf Wejherowo), do IV ligi spadnie dodatkowo tyle drużyn ile opuściło wyższy poziom ligowy.

### Drużyny
| Uczestnicy poprzedniej edycji | Uczestnicy poprzedniej edycji |
| ----------------------------- | ----------------------------- |
| Kotwica Kołobrzeg             | 2                             |
| Drawa Drawsko Pomorskie       | 3                             |
| Lechia II Gdańsk              | 4                             |
| Cartusia Kartuzy              | 5                             |
| Gwardia Koszalin              | 6                             |
| Arka II Gdynia                | 8                             |

| Uczestnicy poprzedniej edycji | Uczestnicy poprzedniej edycji |
| ----------------------------- | ----------------------------- |
| Bałtyk Gdynia                 | 9                             |
| Koral Dębnica                 | 10                            |
| Chemik Police                 | 11                            |
| Pogoń II Szczecin             | 12                            |
| Energetyk Gryfino             | 13                            |
| Polonia Gdańsk                | 141                           |

| Awans z IV ligi 2012/2013 | Awans z IV ligi 2012/2013 |
| ------------------------- | ------------------------- |
| grupa pomorska            |                           |
| Kaszubia Kościerzyna      | 1                         |
| Pomorze Potęgowo          | 2                         |
| grupa zachodniopomorska   |                           |
| Bałtyk Koszalin           | 1                         |
| Leśnik Manowo             | 2                         |

Objaśnienia:
1. Polonia Gdańsk utrzymała się w związku z wycofaniem się Pogoni Barlinek po zakończeniu poprzedniego sezonu.

### Tabela
| Lp. | Drużyna                   | M  | Z  | R  | P  | Bramki | Bramki | Różn. | Pkt | Uwagi             | Bezpośrednio |
| --- | ------------------------- | -- | -- | -- | -- | ------ | ------ | ----- | --- | ----------------- | ------------ |
| 1   | Kotwica Kołobrzeg (M) (B) | 30 | 18 | 6  | 6  | 69     | 34     | +35   | 60  | Baraże o II ligę  |              |
| 2   | Bałtyk Koszalin           | 30 | 15 | 10 | 5  | 56     | 26     | +30   | 55  |                   |              |
| 3   | Gwardia Koszalin          | 30 | 15 | 7  | 8  | 37     | 24     | +13   | 52  |                   |              |
| 4   | Bałtyk Gdynia             | 30 | 13 | 9  | 8  | 46     | 35     | +11   | 48  |                   |              |
| 5   | Cartusia Kartuzy          | 30 | 14 | 5  | 11 | 43     | 41     | +2    | 47  |                   |              |
| 6   | Drawa Drawsko Pomorskie   | 30 | 14 | 5  | 11 | 46     | 37     | +9    | 47  |                   |              |
| 7   | Pogoń II Szczecin         | 30 | 13 | 7  | 10 | 52     | 51     | +1    | 46  |                   |              |
| 8   | Kaszubia Kościerzyna      | 30 | 13 | 7  | 10 | 49     | 42     | +7    | 46  |                   |              |
| 9   | Arka II Gdynia            | 30 | 13 | 5  | 12 | 43     | 34     | +9    | 44  |                   |              |
| 10  | Lechia II Gdańsk          | 30 | 12 | 6  | 12 | 59     | 51     | +8    | 42  |                   |              |
| 11  | Leśnik Manowo             | 30 | 10 | 9  | 11 | 39     | 39     | 0     | 39  |                   |              |
| 12  | Pomorze Potęgowo1         | 30 | 11 | 4  | 15 | 40     | 60     | −20   | 37  | Drużyna wycofana  |              |
| 13  | Chemik Police1            | 30 | 8  | 9  | 13 | 32     | 44     | −12   | 33  |                   |              |
| 14  | Koral Dębnica (S)         | 30 | 7  | 5  | 18 | 32     | 65     | −33   | 26  | Spadek do IV ligi |              |
| 15  | Energetyk Gryfino (S)     | 30 | 5  | 8  | 17 | 23     | 46     | −23   | 23  | Spadek do IV ligi |              |
| 16  | Polonia Gdańsk (S)        | 30 | 5  | 6  | 19 | 22     | 59     | −37   | 21  | Spadek do IV ligi |              |

### Wyniki
| Gospodarz \ Gość        | AR2 | BAŁ | BAK | CAR | CHP | DDP | ENG | LEM | GWK | KAS | KOD | KOT | LG2 | PO2 | PGD | PPO |
| Arka II Gdynia          |     | 1:3 | 1:0 | 2:1 | 3:0 | 2:0 | 3:0 | 1:2 | 1:1 | 3:1 | 4:0 | 1:2 | 2:0 | 1:0 | 3:1 | 2:0 |
| Bałtyk Gdynia           | 2:1 |     | 0:3 | 1:2 | 4:1 | 3:1 | 1:0 | 1:1 | 0:1 | 1:3 | 0:0 | 1:1 | 3:2 | 2:4 | 2:0 | 1:2 |
| Bałtyk Koszalin         | 3:0 | 0:0 |     | 0:1 | 1:0 | 1:1 | 2:2 | 2:1 | 2:1 | 0:0 | 6:0 | 2:2 | 4:0 | 3:1 | 2:1 | 0:0 |
| Cartusia Kartuzy        | 3:2 | 0:2 | 1:3 |     | 1:1 | 4:2 | 1:0 | 0:2 | 0:2 | 2:1 | 3:1 | 1:3 | 0:1 | 1:3 | 1:2 | 3:1 |
| Chemik Police           | 0:0 | 1:1 | 2:2 | 1:1 |     | 1:0 | 3:1 | 0:2 | 1:1 | 0:2 | 4:1 | 0:0 | 3:0 | 1:1 | 4:1 | 2:0 |
| Drawa Drawsko Pomorskie | 3:1 | 1:0 | 1:2 | 0:1 | 2:0 |     | 1:1 | 0:1 | 1:1 | 1:1 | 4:2 | 0:2 | 3:0 | 1:2 | 2:0 | 6:0 |
| Energetyk Gryfino       | 2:1 | 0:2 | 1:4 | 1:3 | 0:1 | 1:2 |     | 3:2 | 0:1 | 2:1 | 1:0 | 0:4 | 3:3 | 0:0 | 1:2 | 1:2 |
| Leśnik Manowo           | 1:1 | 4:3 | 0:0 | 1:1 | 0:1 | 0:1 | 0:0 |     | 0:0 | 0:2 | 0:3 | 2:2 | 1:2 | 5:1 | 4:0 | 2:1 |
| Gwardia Koszalin        | 0:2 | 0:1 | 1:0 | 1:0 | 4:2 | 4:0 | 1:0 | 0:0 |     | 1:2 | 0:1 | 2:0 | 3:1 | 0:0 | 1:0 | 1:0 |
| Kaszubia Kościerzyna    | 2:1 | 1:1 | 1:2 | 1:2 | 1:0 | 0:3 | 0:0 | 2:0 | 1:3 |     | 2:1 | 2:3 | 3:2 | 2:2 | 4:0 | 3:2 |
| Koral Dębnica           | 0:1 | 0:4 | 0:5 | 1:1 | 2:1 | 2:3 | 1:2 | 0:3 | 1:3 | 2:1 |     | 0:4 | 2:1 | 4:0 | 2:2 | 3:1 |
| Kotwica Kołobrzeg       | 2:0 | 0:0 | 3:1 | 5:1 | 2:1 | 2:3 | 1:0 | 2:0 | 4:2 | 1:1 | 4:0 |     | 0:2 | 5:1 | 1:0 | 6:0 |
| Lechia II Gdańsk        | 1:1 | 1:2 | 2:2 | 0:1 | 6:0 | 0:1 | 3:1 | 1:1 | 2:1 | 1:3 | 2:2 | 5:2 |     | 8:2 | 3:2 | 3:1 |
| Pogoń II Szczecin       | 2:1 | 1:2 | 3:0 | 2:0 | 3:1 | 1:2 | 1:0 | 4:0 | 1:1 | 3:0 | 4:1 | 3:1 | 1:1 |     | 4:1 | 1:2 |
| Polonia Gdańsk          | 1:1 | 1:1 | 0:0 | 1:2 | 0:2 | 1:0 | 0:0 | 2:0 | 0:1 | 1:4 | 1:0 | 0:5 | 0:3 | 1:1 |     | 0:1 |
| Pomorze Potęgowo        | 1:0 | 2:4 | 0:4 | 0:5 | 3:2 | 1:1 | 0:0 | 1:2 | 3:1 | 2:2 | 2:1 | 3:0 | 1:3 | 4:0 | 4:1 |     |

Źródło: 
Objaśnienia:
1Drużyna gospodarzy jest wymieniona po lewej stronie tabeli.
Kolory: zielony – zwycięstwo gospodarzy, żółty – remis, różowy – zwycięstwo gości.

## Grupa II
W grupie występuje 18 zespołów, które walczą o miejsce premiowane możliwością gry w barażu o II ligę. Ostatnie pięć zespołów spada odpowiednio do grup: kujawsko-pomorskiej, wielkopolskiej północnej i wielkopolskiej południowej IV ligi. Jeśli mistrz grupy nie wywalczy awansu do II ligi spadnie kolejna drużyna z ligowej tabeli. W przypadku spadku z II ligi drużyn terytorialnie należących do tej grupy (Calisia Kalisz, Jarota Jarocin, Ostrovia 1909 Ostrów Wielkopolski, Warta Poznań), do IV ligi spadnie dodatkowo tyle drużyn ile opuściło wyższy poziom ligowy.

### Drużyny
| Uczestnicy poprzedniej edycji | Uczestnicy poprzedniej edycji |
| ----------------------------- | ----------------------------- |
| Sokół Kleczew                 | 2                             |
| Wda Świecie                   | 3                             |
| Nielba Wągrowiec              | 4                             |
| Cuiavia Inowrocław            | 5                             |
| Polonia Środa Wielkopolska    | 6                             |
| Unia Swarzędz                 | 7                             |
| GKS Dopiewo                   | 8                             |
| Notecianka Pakość             | 9                             |

| Uczestnicy poprzedniej edycji | Uczestnicy poprzedniej edycji |
| ----------------------------- | ----------------------------- |
| Unia Solec Kujawski           | 10                            |
| Pogoń Mogilno                 | 11                            |
| Polonia 1912 Leszno           | 12                            |
| Fogo Luboń                    | 131,3                         |
| Spadek z II ligi 2012/2013    |                               |
| grupa zachodnia               |                               |
| Elana Toruń                   | 17                            |

| Awans z IV ligi 2012/2013     | Awans z IV ligi 2012/2013 |
| ----------------------------- | ------------------------- |
| grupa kujawsko-pomorska       |                           |
| Włocłavia Włocławek           | 1                         |
| Start Warlubie                | 2                         |
| grupa wielkopolska południowa |                           |
| Centra Ostrów Wielkopolski    | 1                         |
| grupa wielkopolska północna   |                           |
| Grom Plewiska                 | 1                         |

| Uczestnicy dołączeni do ligi | Uczestnicy dołączeni do ligi |
| ---------------------------- | ---------------------------- |
| Lech II Poznań               | PZPN2                        |

Objaśnienia:
1. Fogo Luboń zastąpił wycofany z rozgrywek zespół Tura Turek.
2. Zgodnie z uchwałą PZPN o rozwiązaniu Młodej Ekstraklasy, rezerwy drużyn grających w najwyższej klasie rozgrywkowej mają wrócić do lig, w których grały przed jej utworzeniem.
3. Fogo Luboń wycofało się po 21. kolejce.

### Tabela
| Lp. | Drużyna                    | M  | Z  | R | P  | Bramki | Bramki | Różn. | Pkt | Uwagi                     | Bezpośrednio |
| --- | -------------------------- | -- | -- | - | -- | ------ | ------ | ----- | --- | ------------------------- | ------------ |
| 1   | Sokół Kleczew (M) (B)      | 34 | 22 | 7 | 5  | 75     | 33     | +42   | 73  | Baraże o II ligę          |              |
| 2   | Start Warlubie             | 34 | 20 | 4 | 10 | 81     | 42     | +39   | 64  |                           |              |
| 3   | Unia Solec Kujawski        | 34 | 18 | 7 | 9  | 58     | 30     | +28   | 61  |                           |              |
| 4   | Wda Świecie                | 34 | 18 | 7 | 9  | 60     | 42     | +18   | 61  |                           |              |
| 5   | Lech II Poznań             | 34 | 19 | 3 | 12 | 70     | 51     | +19   | 60  |                           |              |
| 6   | Polonia Środa Wielkopolska | 34 | 17 | 5 | 12 | 60     | 39     | +21   | 56  |                           |              |
| 7   | Włocłavia Włocławek        | 34 | 16 | 7 | 11 | 51     | 42     | +9    | 55  |                           |              |
| 8   | Nielba Wągrowiec           | 34 | 15 | 9 | 10 | 58     | 41     | +17   | 54  |                           |              |
| 9   | Centra Ostrów Wielkopolski | 34 | 15 | 6 | 13 | 53     | 51     | +2    | 51  |                           |              |
| 10  | Unia Swarzędz              | 34 | 15 | 5 | 14 | 58     | 44     | +14   | 50  |                           |              |
| 11  | Pogoń Mogilno              | 34 | 15 | 4 | 15 | 57     | 57     | 0     | 49  |                           |              |
| 12  | Polonia 1912 Leszno (S)    | 34 | 14 | 6 | 14 | 48     | 45     | +3    | 48  | Spadek do IV ligi         |              |
| 13  | Elana Toruń (S)            | 34 | 14 | 5 | 15 | 42     | 48     | −6    | 47  | Spadek do IV ligi         |              |
| 14  | Grom Plewiska (S)          | 34 | 13 | 4 | 17 | 51     | 64     | −13   | 43  | Spadek do IV ligi         |              |
| 15  | Cuiavia Inowrocław (S)     | 34 | 9  | 2 | 23 | 39     | 88     | −49   | 29  | Spadek do IV ligi         |              |
| 16  | GKS Dopiewo (S)            | 34 | 7  | 6 | 21 | 39     | 68     | −29   | 27  | Spadek do IV ligi         |              |
| 17  | Notecianka Pakość (S)      | 34 | 6  | 4 | 24 | 32     | 94     | −62   | 22  | Spadek do IV ligi         |              |
| 18  | Fogo Luboń1 (S)            | 34 | 5  | 5 | 24 | 28     | 81     | −53   | 20  | Spadek do klasy okręgowej |              |

### Wyniki
| Gospodarz \ Gość           | KLE     | STW     | USK     | WDA | LP2 | ŚRW     | WŁK | NLB | COW | UNS | PGM     | PLE     | ELA     | GRP     | CUI | DOP | NPA     | LUB     |
| Sokół Kleczew              |         | 3:3     | 2:0     | 0:0 | 1:0 | 4:2     | 3:1 | 3:0 | 1:2 | 1:0 | 1:2     | 2:0     | 2:2     | 2:3     | 3:1 | 2:1 | 2:1     | 3:1     |
| Start Warlubie             | 1:3     |         | 1:0     | 2:1 | 3:2 | 4:1     | 4:0 | 1:0 | 3:2 | 5:2 | 3:2     | 3:1     | 5:0     | 5:0     | 7:0 | 0:2 | 7:0     | 2:3     |
| Unia Solec Kujawski        | 2:2     | 3:0     |         | 0:1 | 4:2 | 2:0     | 1:1 | 0:0 | 0:0 | 1:3 | 1:1     | 3:0     | 3:0     | 2:1     | 2:0 | 1:0 | 1:2     | 7:0     |
| Wda Świecie                | 0:2     | 1:0     | 0:1     |     | 5:2 | 0:2     | 1:1 | 0:0 | 1:1 | 3:2 | 2:1     | 0:0     | 5:2     | 4:0     | 3:0 | 3:2 | 2:0     | 2:0     |
| Lech II Poznań             | 0:1     | 1:0     | 0:1     | 5:2 |     | 4:3     | 2:1 | 5:2 | 4:0 | 1:0 | 3:0     | 3:1     | 0:1     | 1:1     | 8:1 | 2:2 | 1:0     | 4:1     |
| Polonia Środa Wielkopolska | 2:3     | 2:2     | 3:0     | 0:1 | 2:0 |         | 1:2 | 2:2 | 1:1 | 1:1 | 5:1     | 4:1     | 1:0     | 1:2     | 1:0 | 2:0 | 1:1     | 2:1     |
| Włocłavia Włocławek        | 3:3     | 2:0     | 1:0     | 3:2 | 1:3 | 1:0     |     | 0:1 | 3:0 | 3:2 | 1:1     | 0:0     | 0:3w.o. | 0:0     | 2:0 | 3:0 | 1:0     | 3:0w.o. |
| Nielba Wągrowiec           | 1:1     | 0:0     | 0:0     | 1:1 | 1:0 | 1:2     | 0:2 |     | 2:0 | 1:2 | 2:1     | 1:2     | 2:0     | 1:4     | 2:1 | 3:0 | 3:2     | 3:0w.o. |
| Centra Ostrów Wielkopolski | 2:1     | 2:0     | 0:3     | 1:1 | 4:0 | 1:0     | 2:4 | 0:3 |     | 2:1 | 3:1     | 2:1     | 1:0     | 3:0     | 0:0 | 3:3 | 5:2     | 3:0w.o. |
| Unia Swarzędz              | 1:3     | 0:2     | 1:2     | 3:0 | 0:2 | 1:0     | 2:0 | 2:1 | 2:0 |     | 1:0     | 3:1     | 2:2     | 4:0     | 4:5 | 1:0 | 5:0     | 1:2     |
| Pogoń Mogilno              | 0:2     | 3:1     | 2:2     | 2:4 | 3:0 | 0:1     | 2:0 | 0:5 | 2:1 | 1:5 |         | 2:0     | 1:1     | 2:0     | 1:0 | 4:0 | 3:1     | 1:4     |
| Polonia 1912 Leszno        | 0:1     | 1:1     | 3:2     | 3:0 | 1:2 | 0:2     | 4:1 | 0:0 | 1:0 | 1:0 | 1:0     |         | 2:1     | 2:1     | 2:0 | 1:1 | 3:0     | 1:2     |
| Elana Toruń                | 0:3     | 2:0     | 0:1     | 0:1 | 0:3 | 0:2     | 0:3 | 0:0 | 1:0 | 2:1 | 1:3     | 2:0     |         | 1:0     | 3:1 | 2:0 | 3:0     | 3:0w.o. |
| Grom Plewiska              | 2:0     | 0:4     | 0:3     | 1:3 | 1:1 | 1:0     | 0:2 | 2:3 | 5:1 | 0:0 | 3:4     | 1:6     | 3:0     |         | 0:1 | 3:2 | 3:0     | 2:0     |
| Cuiavia Inowrocław         | 0:0     | 1:3     | 1:3     | 3:2 | 2:0 | 1:4     | 2:1 | 2:7 | 0:3 | 0:3 | 1:6     | 3:1     | 1:4     | 2:4     |     | 2:5 | 0:1     | 3:0w.o. |
| GKS Dopiewo                | 0:6     | 2:3     | 2:4     | 2:4 | 2:3 | 0:3     | 1:0 | 1:3 | 2:1 | 0:1 | 0:1     | 1:1     | 0:1     | 3:2     | 0:2 |     | 3:0     | 1:0     |
| Notecianka Pakość          | 0:6     | 0:3     | 1:0     | 0:4 | 2:3 | 1:5     | 2:5 | 1:5 | 1:4 | 1:1 | 2:1     | 2:4     | 0:3w.o. | 1:3     | 2:1 | 1:1 |         | 2:2     |
| Fogo Luboń                 | 0:3w.o. | 0:3w.o. | 0:3w.o. | 0:1 | 2:3 | 0:3w.o. | 0:0 | 4:2 | 2:3 | 1:1 | 0:3w.o. | 0:3w.o. | 2:2     | 0:3w.o. | 1:2 | 0:0 | 0:3w.o. |         |

Źródło: 
Objaśnienia:
1Drużyna gospodarzy jest wymieniona po lewej stronie tabeli.
Kolory: zielony – zwycięstwo gospodarzy, żółty – remis, różowy – zwycięstwo gości.

## Grupa III
W grupie występuje 18 zespołów, które walczą o miejsce premiowane możliwością gry w barażu o II ligę. Ostatnie pięć zespołów spada odpowiednio do grupy dolnośląskiej i lubuskiej IV ligi. Jeśli mistrz grupy nie wywalczy awansu do II ligi spadnie kolejna drużyna z ligowej tabeli. W przypadku spadku z II ligi drużyn terytorialnie należących do tej grupy (Chrobry Głogów, Górnik Wałbrzych, KS Polkowice, UKP Zielona Góra), do IV ligi spadnie dodatkowo tyle drużyn ile opuściło wyższy poziom ligowy.

### Drużyny
| Uczestnicy poprzedniej edycji | Uczestnicy poprzedniej edycji |
| ----------------------------- | ----------------------------- |
| Ślęza Wrocław                 | 2                             |
| Lechia Dzierżoniów            | 3                             |
| Prochowiczanka Prochowice     | 4                             |
| Ilanka Rzepin                 | 5                             |
| Foto-Higiena Gać              | 6                             |
| Bielawianka Bielawa           | 7                             |
| Promień Żary                  | 9                             |

| Uczestnicy poprzedniej edycji | Uczestnicy poprzedniej edycji |
| ----------------------------- | ----------------------------- |
| Piast Karnin                  | 10                            |
| KS Bystrzyca Kąty Wrocławskie | 11                            |
| Polonia/Sparta Świdnica       | 12                            |
| Polonia Trzebnica             | 131                           |
| Spadek z II ligi 2012/2013    |                               |
| grupa zachodnia               |                               |
| MKS Oława                     | 16                            |

| Awans z IV ligi 2012/2013  | Awans z IV ligi 2012/2013 |
| -------------------------- | ------------------------- |
| grupa dolnośląska          |                           |
| Piast Żmigród              | 1                         |
| GKS Kobierzyce             | 2                         |
| grupa lubuska              |                           |
| Stilon Gorzów Wielkopolski | 1                         |
| Formacja Port 2000 Mostki  | 2                         |

| Uczestnicy dołączeni do ligi | Uczestnicy dołączeni do ligi |
| ---------------------------- | ---------------------------- |
| Zagłębie II Lubin            | PZPN2                        |
| Śląsk II Wrocław             | PZPN2                        |

Objaśnienia:
1. Pogoń Świebodzin nie zgłosiła się do rozgrywek III ligi, w związku z czym utrzymał się najlepszy spadkowicz.
2. Zgodnie z uchwałą PZPN o rozwiązaniu Młodej Ekstraklasy, rezerwy drużyn grających w najwyższej klasie rozgrywkowej mają wrócić do lig, w których grały przed jej utworzeniem.

### Tabela
| Lp. | Drużyna                       | M  | Z  | R  | P  | Bramki | Bramki | Różn. | Pkt | Uwagi             | Bezpośrednio |
| --- | ----------------------------- | -- | -- | -- | -- | ------ | ------ | ----- | --- | ----------------- | ------------ |
| 1   | Ślęza Wrocław (M) (B)         | 34 | 23 | 8  | 3  | 78     | 32     | +46   | 77  | Baraże o II ligę  |              |
| 2   | MKS Oława                     | 34 | 23 | 6  | 5  | 75     | 28     | +47   | 75  |                   |              |
| 3   | Stilon Gorzów Wielkopolski    | 34 | 23 | 4  | 7  | 75     | 37     | +38   | 73  |                   |              |
| 4   | Zagłębie II Lubin             | 34 | 21 | 5  | 8  | 78     | 28     | +50   | 68  |                   |              |
| 5   | Formacja Port 2000 Mostki     | 34 | 19 | 10 | 5  | 95     | 41     | +54   | 67  |                   |              |
| 6   | Foto-Higiena Gać              | 34 | 16 | 10 | 8  | 55     | 48     | +7    | 58  |                   |              |
| 7   | Piast Żmigród                 | 34 | 15 | 8  | 11 | 51     | 48     | +3    | 53  |                   |              |
| 8   | Śląsk II Wrocław              | 34 | 15 | 7  | 12 | 62     | 53     | +9    | 52  |                   |              |
| 9   | Lechia Dzierżoniów            | 34 | 13 | 9  | 12 | 54     | 44     | +10   | 48  |                   |              |
| 10  | Polonia/Sparta Świdnica       | 34 | 15 | 3  | 16 | 52     | 53     | −1    | 48  |                   |              |
| 11  | Piast Karnin                  | 34 | 13 | 4  | 17 | 51     | 66     | −15   | 43  |                   |              |
| 12  | KS Bystrzyca Kąty Wrocławskie | 34 | 10 | 12 | 12 | 40     | 47     | −7    | 42  |                   |              |
| 13  | Polonia Trzebnica             | 34 | 8  | 6  | 20 | 46     | 77     | −31   | 30  |                   |              |
| 14  | Bielawianka Bielawa           | 34 | 7  | 8  | 19 | 36     | 74     | −38   | 29  |                   |              |
| 15  | Promień Żary (S)              | 34 | 5  | 10 | 19 | 28     | 70     | −42   | 25  | Spadek do IV ligi |              |
| 16  | Ilanka Rzepin (S)             | 34 | 6  | 6  | 22 | 42     | 79     | −37   | 24  | Spadek do IV ligi |              |
| 17  | Prochowiczanka Prochowice (S) | 34 | 5  | 7  | 22 | 43     | 94     | −51   | 22  | Spadek do IV ligi |              |
| 18  | GKS Kobierzyce (S)            | 34 | 4  | 7  | 23 | 34     | 76     | −42   | 19  | Spadek do IV ligi |              |

## Grupa IV
Ligę podzielono na dwie grupy po 12 zespołów. Najlepsze cztery drużyny z obu grup zagrają w grupie mistrzowskiej o baraże do II ligi. Pozostałe drużyny walczyć będą o utrzymanie. Ostatnie osiem zespołów spada odpowiednio do grup: opolskiej, śląskiej I i śląskiej II IV ligi. Jeśli mistrz grupy mistrzowskiej nie wywalczy awansu do II ligi spadnie kolejna drużyna z ligowej tabeli (baraż między zespołami z 4 miejsca w grupach spadkowych). W przypadku spadku z II ligi drużyn terytorialnie należących do tej grupy (MKS Kluczbork, Polonia Bytom, Raków Częstochowa, Rozwój Katowice, Ruch Zdzieszowice, Odra Opole, Zagłębie Sosnowiec), do IV ligi spadnie dodatkowo tyle drużyn ile opuściło wyższy poziom ligowy.

### Grupa północna
| Uczestnicy poprzedniej edycji | Uczestnicy poprzedniej edycji |
| ----------------------------- | ----------------------------- |
| Skra Częstochowa              | 5                             |
| Polonia Łaziska Górne         | 6                             |
| Górnik Wesoła                 | 7                             |
| Szczakowianka Jaworzno        | 8                             |
| LZS Piotrówka                 | 9                             |
| Swornica Czarnowąsy           | 13                            |
| Start Namysłów                | 14                            |

| Awans z IV ligi 2012/2013 | Awans z IV ligi 2012/2013 |
| ------------------------- | ------------------------- |
| grupa opolska             |                           |
| Piast Strzelce Opolskie   | 2                         |
| grupa śląska I            |                           |
| Szombierki Bytom          | 1                         |

| Uczestnicy dołączeni do ligi | Uczestnicy dołączeni do ligi |
| ---------------------------- | ---------------------------- |
| Piast II Gliwice             | –1                           |
| Ruch II Chorzów              | –1                           |
| Ruch Radzionków              | –                            |

Objaśnienia:
1. Zgodnie z uchwałą PZPN o rozwiązaniu Młodej Ekstraklasy, rezerwy drużyn grających w najwyższej klasie rozgrywkowej mają wrócić do lig, w których grały przed jej utworzeniem.

| Lp. | Drużyna                     | M  | Z  | R | P  | Bramki | Bramki | Różn. | Pkt | Uwagi               | Bezpośrednio                  |
| --- | --------------------------- | -- | -- | - | -- | ------ | ------ | ----- | --- | ------------------- | ----------------------------- |
| 1   | Skra Częstochowa (K)        | 22 | 16 | 6 | 0  | 51     | 13     | +38   | 54  | Grupa mistrzowska   |                               |
| 2   | Górnik Wesoła (K)           | 22 | 13 | 5 | 4  | 42     | 19     | +23   | 44  | Grupa mistrzowska   |                               |
| 3   | Ruch II Chorzów (K)         | 22 | 12 | 4 | 6  | 49     | 28     | +21   | 40  | Grupa mistrzowska   | PIA – RUCH 3:2 RUCH – PIA 2:0 |
| 4   | Piast II Gliwice (K)        | 22 | 12 | 4 | 6  | 38     | 30     | +8    | 40  | Grupa mistrzowska   | PIA – RUCH 3:2 RUCH – PIA 2:0 |
| 5   | Polonia Łaziska Górne (K)   | 22 | 12 | 3 | 7  | 43     | 28     | +15   | 39  | Grupa spadkowa nr 1 |                               |
| 6   | Swornica Czarnowąsy (K)     | 22 | 9  | 6 | 7  | 37     | 27     | +10   | 33  | Grupa spadkowa nr 1 |                               |
| 7   | Szombierki Bytom (K)        | 22 | 9  | 2 | 11 | 40     | 34     | +6    | 29  | Grupa spadkowa nr 1 |                               |
| 8   | Ruch Radzionków (K)         | 22 | 8  | 4 | 10 | 25     | 33     | −8    | 28  | Grupa spadkowa nr 1 |                               |
| 9   | LZS Piotrówka (K)           | 22 | 7  | 5 | 10 | 25     | 24     | +1    | 26  | Grupa spadkowa nr 2 |                               |
| 10  | Start Namysłów (K)          | 22 | 5  | 1 | 16 | 16     | 57     | −41   | 16  | Grupa spadkowa nr 2 |                               |
| 11  | Piast Strzelce Opolskie (K) | 22 | 4  | 2 | 16 | 23     | 62     | −39   | 14  | Grupa spadkowa nr 2 |                               |
| 12  | Szczakowianka Jaworzno (K)  | 22 | 2  | 4 | 16 | 17     | 51     | −34   | 10  | Grupa spadkowa nr 2 |                               |

### Grupa południowa
| Uczestnicy poprzedniej edycji | Uczestnicy poprzedniej edycji |
| ----------------------------- | ----------------------------- |
| BKS Stal Bielsko-Biała        | 2                             |
| Pniówek Pawłowice Śląskie     | 3                             |
| Przyszłość Rogów              | 43                            |
| LZS Leśnica                   | 103                           |
| LKS Czaniec                   | 11                            |
| Odra Wodzisław Śląski         | 12                            |
| Polonia Głubczyce             | 131                           |

| Awans z IV ligi 2012/2013 | Awans z IV ligi 2012/2013 |
| ------------------------- | ------------------------- |
| grupa opolska             |                           |
| Czarni Otmuchów           | 3                         |
| grupa śląska II           |                           |
| Nadwiślan Góra            | 1                         |
| Rekord Bielsko-Biała      | 2                         |

| Uczestnicy dołączeni do ligi  | Uczestnicy dołączeni do ligi |
| ----------------------------- | ---------------------------- |
| Górnik II Zabrze              | –2                           |
| Podbeskidzie II Bielsko-Biała | –2                           |

Objaśnienia:
1. Mistrz ligi opolskiej - Skalnik Gracze zrezygnował z występów w III lidze. Jego miejsce zajął najlepszy spadkowicz - Polonia Głubczyce.
2. Zgodnie z uchwałą PZPN o rozwiązaniu Młodej Ekstraklasy, rezerwy drużyn grających w najwyższej klasie rozgrywkowej mają wrócić do lig, w których grały przed jej utworzeniem.
3. Przyszłość Rogów i LZS Leśnica wycofały się po rundzie jesiennej.

| Lp. | Drużyna                           | M  | Z  | R | P  | Bramki | Bramki | Różn. | Pkt | Uwagi                     | Bezpośrednio                |
| --- | --------------------------------- | -- | -- | - | -- | ------ | ------ | ----- | --- | ------------------------- | --------------------------- |
| 1   | Nadwiślan Góra (K)                | 22 | 16 | 2 | 4  | 50     | 17     | +33   | 50  | Grupa mistrzowska         |                             |
| 2   | Rekord Bielsko-Biała (K)          | 22 | 14 | 3 | 5  | 39     | 20     | +19   | 45  | Grupa mistrzowska         |                             |
| 3   | BKS Stal Bielsko-Biała (K)        | 22 | 12 | 5 | 5  | 39     | 21     | +18   | 41  | Grupa mistrzowska         |                             |
| 4   | Pniówek Pawłowice Śląskie (K)     | 22 | 11 | 5 | 6  | 34     | 25     | +9    | 38  | Grupa mistrzowska         |                             |
| 5   | LKS Czaniec (K)                   | 22 | 10 | 7 | 5  | 26     | 17     | +9    | 37  | Grupa spadkowa nr 2       |                             |
| 6   | Podbeskidzie II Bielsko-Biała (K) | 22 | 9  | 4 | 9  | 45     | 27     | +18   | 31  | Grupa spadkowa nr 2       | POD – GÓR 2:3 GÓR – POD 0:2 |
| 7   | Górnik II Zabrze (K)              | 22 | 9  | 4 | 9  | 26     | 21     | +5    | 31  | Grupa spadkowa nr 2       | POD – GÓR 2:3 GÓR – POD 0:2 |
| 8   | Odra Wodzisław Śląski (K)         | 22 | 7  | 2 | 13 | 20     | 37     | −17   | 23  | Grupa spadkowa nr 2       |                             |
| 9   | Polonia Głubczyce (K)             | 22 | 5  | 5 | 12 | 21     | 37     | −16   | 20  | Grupa spadkowa nr 1       |                             |
| 10  | Czarni Otmuchów (K)               | 22 | 5  | 3 | 14 | 15     | 49     | −34   | 18  | Grupa spadkowa nr 1       |                             |
| 11  | LZS Leśnica1 (S)                  | 22 | 6  | 5 | 11 | 17     | 35     | −18   | 23  | Spadek do klasy okręgowej |                             |
| 11  | Przyszłość Rogów1 (S)             | 22 | 2  | 5 | 15 | 14     | 46     | −32   | 11  | Spadek do klasy okręgowej |                             |

### Grupa mistrzowska
| Lp. | Drużyna                   | M  | Z  | R | P  | Bramki | Bramki | Różn. | Pkt | Uwagi            | Bezpośrednio |
| --- | ------------------------- | -- | -- | - | -- | ------ | ------ | ----- | --- | ---------------- | ------------ |
| 1   | Nadwiślan Góra (M) (A)    | 30 | 21 | 4 | 5  | 72     | 23     | +49   | 67  | Baraże o II ligę |              |
| 2   | Skra Częstochowa          | 30 | 18 | 9 | 3  | 63     | 24     | +39   | 63  |                  |              |
| 3   | Rekord Bielsko-Biała      | 30 | 19 | 5 | 6  | 56     | 26     | +30   | 62  |                  |              |
| 4   | Górnik Wesoła             | 30 | 16 | 9 | 5  | 48     | 28     | +20   | 57  |                  |              |
| 5   | BKS Stal Bielsko-Biała    | 30 | 15 | 8 | 7  | 51     | 34     | +17   | 53  |                  |              |
| 6   | Pniówek Pawłowice Śląskie | 30 | 14 | 8 | 8  | 48     | 38     | +10   | 50  |                  |              |
| 7   | Ruch II Chorzów           | 30 | 13 | 6 | 11 | 60     | 45     | +15   | 45  |                  |              |
| 8   | Piast II Gliwice          | 30 | 12 | 5 | 13 | 47     | 58     | −11   | 41  |                  |              |

### Grupy spadkowe

#### Grupa 1
| Lp. | Drużyna               | M  | Z  | R | P  | Bramki | Bramki | Różn. | Pkt | Uwagi                     | Bezpośrednio |
| --- | --------------------- | -- | -- | - | -- | ------ | ------ | ----- | --- | ------------------------- | ------------ |
| 1   | Polonia Łaziska Górne | 30 | 18 | 5 | 7  | 68     | 30     | +38   | 59  |                           |              |
| 2   | Swornica Czarnowąsy   | 30 | 16 | 7 | 7  | 56     | 29     | +27   | 55  |                           |              |
| 3   | Szombierki Bytom      | 30 | 15 | 2 | 13 | 61     | 39     | +22   | 47  |                           |              |
| 4   | Ruch Radzionków (S)   | 30 | 13 | 6 | 11 | 44     | 40     | +4    | 45  | Spadek do IV ligi         |              |
| 5   | Polonia Głubczyce (S) | 33 | 7  | 8 | 18 | 32     | 49     | −17   | 29  | Spadek do IV ligi         |              |
| 6   | Czarni Otmuchów (S)   | 30 | 6  | 5 | 19 | 20     | 73     | −53   | 23  | Spadek do IV ligi         |              |
| 7   | LZS Leśnica1 (S)      | 30 | 6  | 5 | 19 | 17     | 59     | −42   | 23  | Spadek do klasy okręgowej |              |
| 7   | Przyszłość Rogów1 (S) | 30 | 2  | 5 | 23 | 14     | 70     | −56   | 11  | Spadek do klasy okręgowej |              |

.

#### Grupa 2
| Lp. | Drużyna                       | M  | Z  | R | P  | Bramki | Bramki | Różn. | Pkt | Uwagi             | Bezpośrednio |
| --- | ----------------------------- | -- | -- | - | -- | ------ | ------ | ----- | --- | ----------------- | ------------ |
| 1   | LKS Czaniec                   | 30 | 15 | 9 | 6  | 36     | 21     | +15   | 54  |                   |              |
| 2   | Górnik II Zabrze              | 30 | 15 | 5 | 10 | 51     | 30     | +21   | 50  |                   |              |
| 3   | Podbeskidzie II Bielsko-Biała | 30 | 12 | 7 | 11 | 64     | 42     | +22   | 43  |                   |              |
| 4   | Odra Wodzisław Śląski (S)     | 30 | 12 | 4 | 14 | 35     | 47     | −12   | 40  | Spadek do IV ligi |              |
| 5   | LZS Piotrówka (S)             | 30 | 7  | 8 | 15 | 32     | 36     | −4    | 29  | Spadek do IV ligi |              |
| 6   | Piast Strzelce Opolskie (S)   | 30 | 6  | 4 | 20 | 33     | 74     | −41   | 22  | Spadek do IV ligi |              |
| 7   | Start Namysłów (S)            | 30 | 6  | 2 | 22 | 28     | 87     | −59   | 20  | Spadek do IV ligi |              |
| 8   | Szczakowianka Jaworzno (S)    | 30 | 4  | 6 | 20 | 26     | 66     | −40   | 18  | Spadek do IV ligi |              |

## Grupa V

### Drużyny
W grupie występuje 18 zespołów, które walczą o miejsce premiowane możliwością gry w barażu o II ligę. Ostatnie pięć zespołów spada odpowiednio do grupy podlaskiej i warmińsko-mazurskiej IV ligi. Jeśli mistrz grupy nie wywalczy awansu do II ligi spadnie kolejna drużyna z ligowej tabeli. W przypadku spadku z II ligi drużyn terytorialnie należących do tej grupy (Concordia Elbląg, Olimpia Elbląg, Olimpia Zambrów, Wigry Suwałki), do IV ligi spadnie dodatkowo tyle drużyn ile opuściło wyższy poziom ligowy.
| Uczestnicy poprzedniej edycji | Uczestnicy poprzedniej edycji |
| ----------------------------- | ----------------------------- |
| Mrągowia Mrągowo              | 2                             |
| Płomień Ełk                   | 3                             |
| Wissa Szczuczyn               | 5                             |
| Start Działdowo               | 6                             |
| Sokół Ostróda                 | 7                             |
| MKS Korsze                    | 8                             |
| ŁKS 1926 Łomża                | 9                             |

| Uczestnicy poprzedniej edycji | Uczestnicy poprzedniej edycji |
| ----------------------------- | ----------------------------- |
| Dąb Dąbrowa Białostocka       | 10                            |
| Huragan Morąg                 | 11                            |
| Granica Kętrzyn               | 12                            |
| Tur Bielsk Podlaski           | 13                            |
| Motor Lubawa                  | 14                            |
| Warmia Grajewo                | 151                           |

| Awans z IV ligi 2012/2013 | Awans z IV ligi 2012/2013 |
| ------------------------- | ------------------------- |
| grupa podlaska            |                           |
| Promień Mońki             | 1                         |
| LZS Narewka               | 2                         |
| grupa warmińsko-mazurska  |                           |
| Barkas Tolkmicko          | 1                         |
| Znicz Biała Piska         | 2                         |

| Uczestnicy dołączeni do ligi | Uczestnicy dołączeni do ligi |
| ---------------------------- | ---------------------------- |
| Jagiellonia II Białystok     | PZPN2                        |

Objaśnienia:
1. Warmia Grajewo utrzymała się w związku z wycofaniem się Olimpii 2004 Elbląg po zakończeniu poprzedniego sezonu.
2. Zgodnie z uchwałą PZPN o rozwiązaniu Młodej Ekstraklasy, rezerwy drużyn grających w najwyższej klasie rozgrywkowej mają wrócić do lig, w których grały przed jej utworzeniem. W związku z tym, Jagiellonia II Białystok została dokooptowana do rozgrywek III ligi.

### Tabela
| Lp. | Drużyna                  | M  | Z  | R  | P  | Bramki | Bramki | Różn. | Pkt | Uwagi                     | Bezpośrednio |
| --- | ------------------------ | -- | -- | -- | -- | ------ | ------ | ----- | --- | ------------------------- | ------------ |
| 1   | Sokół Ostróda (M) (B)    | 34 | 24 | 2  | 8  | 80     | 32     | +48   | 74  | Baraże o II ligę          |              |
| 2   | MKS Korsze               | 34 | 22 | 5  | 7  | 78     | 35     | +43   | 71  |                           |              |
| 3   | Płomień Ełk              | 34 | 20 | 8  | 6  | 87     | 47     | +40   | 68  |                           |              |
| 4   | Start Działdowo          | 34 | 19 | 10 | 5  | 59     | 39     | +20   | 67  |                           |              |
| 5   | Jagiellonia II Białystok | 34 | 18 | 6  | 10 | 63     | 46     | +17   | 60  |                           |              |
| 6   | Huragan Morąg            | 34 | 16 | 6  | 12 | 66     | 48     | +18   | 54  |                           |              |
| 7   | Dąb Dąbrowa Białostocka  | 34 | 15 | 9  | 10 | 61     | 45     | +16   | 54  |                           |              |
| 8   | Barkas Tolkmicko2        | 34 | 14 | 9  | 11 | 46     | 41     | +5    | 51  |                           |              |
| 9   | LZS Narewka1 (S)         | 34 | 12 | 8  | 14 | 48     | 56     | −8    | 44  | Spadek do klasy okręgowej |              |
| 10  | Znicz Biała Piska        | 34 | 12 | 7  | 15 | 43     | 46     | −3    | 43  |                           |              |
| 11  | Warmia Grajewo           | 34 | 11 | 6  | 17 | 37     | 56     | −19   | 39  |                           |              |
| 12  | ŁKS 1926 Łomża           | 34 | 10 | 9  | 15 | 49     | 65     | −16   | 39  |                           |              |
| 13  | Tur Bielsk Podlaski (S)  | 34 | 10 | 7  | 17 | 33     | 56     | −23   | 37  | Spadek do IV ligi         |              |
| 14  | Mrągowia Mrągowo (S)     | 34 | 10 | 6  | 18 | 44     | 62     | −18   | 36  | Spadek do IV ligi         |              |
| 15  | Motor Lubawa (S)         | 34 | 8  | 10 | 16 | 42     | 63     | −21   | 34  | Spadek do IV ligi         |              |
| 16  | Wissa Szczuczyn (S)      | 34 | 8  | 8  | 18 | 46     | 75     | −29   | 32  | Spadek do IV ligi         |              |
| 17  | Granica Kętrzyn (S)      | 34 | 6  | 9  | 19 | 39     | 66     | −27   | 27  | Spadek do IV ligi         |              |
| 18  | Promień Mońki (S)        | 34 | 5  | 7  | 22 | 21     | 64     | −43   | 22  | Spadek do IV ligi         |              |

## Grupa VI

### Drużyny
W grupie występuje 20 zespołów, które walczą o miejsce premiowane możliwością gry w barażu o II ligę. Ostatnie pięć zespołów spada odpowiednio do grup: łódzkiej, mazowieckiej południowej i mazowieckiej północnej IV ligi. Jeśli mistrz grupy nie wywalczy awansu do II ligi spadnie kolejna drużyna z ligowej tabeli. W przypadku spadku z II ligi drużyn terytorialnie należących do tej grupy (Legionovia Legionowo, Pelikan Łowicz, Pogoń Siedlce, Radomiak Radom, Świt Nowy Dwór Mazowiecki, Znicz Pruszków), do IV ligi spadnie dodatkowo tyle drużyn ile opuściło wyższy poziom ligowy.
| Uczestnicy poprzedniej edycji | Uczestnicy poprzedniej edycji |
| ----------------------------- | ----------------------------- |
| Sokół Aleksandrów Łódzki      | 2                             |
| Ursus Warszawa                | 3                             |
| Lechia Tomaszów Mazowiecki    | 4                             |
| GKP Targówek                  | 5                             |
| Broń Radom                    | 6                             |
| Omega Kleszczów               | 7                             |
| WKS Wieluń                    | 8                             |

| Uczestnicy poprzedniej edycji | Uczestnicy poprzedniej edycji |
| ----------------------------- | ----------------------------- |
| MKS Kutno                     | 9                             |
| Pogoń Grodzisk Mazowiecki     | 10                            |
| Mazur Karczew                 | 11                            |
| Start Otwock                  | 12                            |
| Zawisza Rzgów                 | 13                            |
| Warta Sieradz                 | 14                            |

| Awans z IV ligi 2012/2013   | Awans z IV ligi 2012/2013 |
| --------------------------- | ------------------------- |
| grupa łódźka                |                           |
| Mechanik Radomsko           | 31                        |
| grupa mazowiecka północna   |                           |
| Huragan Wołomin             | 1                         |
| grupa mazowiecka południowa |                           |
| Pilica Białobrzegi          | 1                         |
| Żyrardowianka Żyrardów      | 2                         |

| Uczestnicy , których występ zależy od decyzji PZPN | Uczestnicy , których występ zależy od decyzji PZPN |
| -------------------------------------------------- | -------------------------------------------------- |
| Legia II Warszawa                                  | PZPN3                                              |
| Widzew II Łódź                                     | PZPN3                                              |
| GKS II Bełchatów                                   | PZPN3                                              |

Objaśnienia:
1. Mistrz IV ligi łódzkiej KS Paradyż zrezygnował z awansu do III ligi. Jego miejsce zajęła kolejna drużyna ligowa - Mechanik Radomsko.
2. Żyrardowianka Żyrardów wygrała baraż uzupełniający wobec braku licencji dla LKS-u Kwiatkowice (wicemistrza grupy łódzkiej).
3. Zgodnie z uchwałą PZPN o rozwiązaniu Młodej Ekstraklasy, rezerwy drużyn grających w najwyższej klasie rozgrywkowej mają wrócić do lig, w których grały przed jej utworzeniem. W związku z tym, Legia II Warszawa, Widzew II Łódź i GKS II Bełchatów zostały dokooptowane do rozgrywek III ligi.

### Tabela
| Lp. | Drużyna                    | M  | Z  | R  | P  | Bramki | Bramki | Różn. | Pkt | Uwagi             | Bezpośrednio |
| --- | -------------------------- | -- | -- | -- | -- | ------ | ------ | ----- | --- | ----------------- | ------------ |
| 1   | Ursus Warszawa (M)         | 38 | 22 | 9  | 7  | 60     | 28     | +32   | 75  | Baraże o II ligę  |              |
| 2   | Broń Radom                 | 38 | 21 | 10 | 7  | 68     | 42     | +26   | 73  |                   |              |
| 3   | Legia II Warszawa          | 38 | 21 | 8  | 9  | 72     | 37     | +35   | 71  |                   |              |
| 4   | Warta Sieradz              | 38 | 19 | 9  | 10 | 57     | 46     | +11   | 66  |                   |              |
| 5   | MKS Kutno1                 | 38 | 18 | 10 | 10 | 56     | 41     | +15   | 64  | Drużyna wycofana  |              |
| 6   | Omega Kleszczów            | 38 | 18 | 7  | 13 | 59     | 45     | +14   | 61  |                   |              |
| 7   | Pilica Białobrzegi         | 38 | 16 | 9  | 13 | 57     | 46     | +11   | 57  |                   |              |
| 8   | Lechia Tomaszów Mazowiecki | 38 | 16 | 9  | 13 | 48     | 37     | +11   | 57  |                   |              |
| 9   | Start Otwock               | 38 | 15 | 11 | 12 | 53     | 43     | +10   | 56  |                   |              |
| 10  | WKS Wieluń                 | 38 | 15 | 10 | 13 | 52     | 45     | +7    | 55  |                   |              |
| 11  | GKP Targówek               | 38 | 16 | 5  | 17 | 46     | 53     | −7    | 53  |                   |              |
| 12  | Pogoń Grodzisk Mazowiecki1 | 38 | 14 | 11 | 13 | 43     | 45     | −2    | 53  |                   |              |
| 13  | Sokół Aleksandrów Łódzki2  | 38 | 14 | 9  | 15 | 32     | 39     | −7    | 51  |                   |              |
| 14  | Widzew II Łódź (S)         | 38 | 13 | 12 | 13 | 66     | 65     | +1    | 51  | Spadek do IV ligi |              |
| 15  | Żyrardowianka Żyrardów (S) | 38 | 10 | 12 | 16 | 41     | 64     | −23   | 42  | Spadek do IV ligi |              |
| 16  | Zawisza Rzgów (S)          | 38 | 10 | 11 | 17 | 36     | 51     | −15   | 41  | Spadek do IV ligi |              |
| 17  | GKS II Bełchatów (S)       | 38 | 11 | 4  | 23 | 53     | 74     | −21   | 37  | Spadek do IV ligi |              |
| 18  | Huragan Wołomin (S)        | 38 | 8  | 11 | 19 | 40     | 53     | −13   | 35  | Spadek do IV ligi |              |
| 19  | Mechanik Radomsko (S)      | 38 | 8  | 8  | 22 | 29     | 58     | −29   | 32  | Spadek do IV ligi |              |
| 20  | Mazur Karczew (S)          | 38 | 3  | 9  | 26 | 22     | 78     | −56   | 18  | Spadek do IV ligi |              |

## Grupa VII

### Drużyny
W grupie występuje 18 zespołów, które walczą o miejsce premiowane możliwością gry w barażu o II ligę. Ostatnie trzy zespoły spada odpowiednio do grup: małopolskiej wschodniej, małopolskiej zachodniej i świętokrzyskiej IV ligi. Jeśli mistrz grupy nie wywalczy awansu do II ligi spadnie kolejna drużyna z ligowej tabeli. W przypadku spadku z II ligi drużyn terytorialnie należących do tej grupy (Garbarnia Kraków, Limanovia Limanowa), do IV ligi spadnie dodatkowo tyle drużyn ile opuściło wyższy poziom ligowy.
| Uczestnicy poprzedniej edycji | Uczestnicy poprzedniej edycji |
| ----------------------------- | ----------------------------- |
| Łysica Bodzentyn              | 2                             |
| Granat Skarżysko-Kamienna     | 3                             |
| Poprad Muszyna                | 4                             |
| Hutnik Nowa Huta              | 5                             |
| Przebój Wolbrom               | 64                            |
| Wisła Sandomierz              | 7                             |
| Beskid Andrychów              | 8                             |

| Uczestnicy poprzedniej edycji | Uczestnicy poprzedniej edycji |
| ----------------------------- | ----------------------------- |
| Wierna Małogoszcz             | 9                             |
| Bocheński KS                  | 11                            |
| Dalin Myślenice               | 12                            |
| Górnik Libiąż                 | 131                           |
| Spadek z II ligi 2012/2013    |                               |
| grupa wschodnia               |                               |
| Unia Tarnów                   | 183                           |

| Awans z IV ligi 2012/2013         | Awans z IV ligi 2012/2013 |
| --------------------------------- | ------------------------- |
| grupa świętokrzyska               |                           |
| KSZO 1929 Ostrowiec Świętokrzyski | 1                         |
| Nida Pińczów                      | 2                         |
| grupa małopolska wschodnia        |                           |
| Poroniec Poronin                  | 1                         |
| grupa małopolska zachodnia        |                           |
| Soła Oświęcim                     | 1                         |

| Uczestnicy dołączone do ligi | Uczestnicy dołączone do ligi |
| ---------------------------- | ---------------------------- |
| Korona II Kielce             | PZPN2                        |
| Wisła II Kraków              | PZPN2                        |

Objaśnienia:
1. Górnik Libiąż zajął miejsce w III lidze za Juventę Starachowice.
2. Zgodnie z uchwałą PZPN o rozwiązaniu Młodej Ekstraklasy, rezerwy drużyn grających w najwyższej klasie rozgrywkowej miały wrócić do lig, w których grały przed jej utworzeniem. W związku z tym, Korona II Kielce i Wisła II Kraków zostały dokooptowane do rozgrywek III ligi.
3. Unia Tarnów nie otrzymała licencji na grę w II lidze, w związku z czym została przesunięta na ostatnie miejsce w tabeli (razem z Resovią) i zdegradowana do III ligi.
4. Przebój Wolbrom wycofał się po rundzie jesiennej.

### Tabela
| Lp. | Drużyna                           | M  | Z  | R  | P  | Bramki | Bramki | Różn. | Pkt | Uwagi                     | Bezpośrednio |
| --- | --------------------------------- | -- | -- | -- | -- | ------ | ------ | ----- | --- | ------------------------- | ------------ |
| 1   | Granat Skarżysko-Kamienna (M) (B) | 34 | 24 | 5  | 5  | 71     | 32     | +39   | 77  | Baraże o II ligę          |              |
| 2   | Soła Oświęcim                     | 34 | 22 | 7  | 5  | 76     | 39     | +37   | 73  |                           |              |
| 3   | Hutnik Nowa Huta                  | 34 | 16 | 10 | 8  | 61     | 48     | +13   | 58  |                           |              |
| 4   | Wisła Sandomierz                  | 34 | 17 | 5  | 12 | 50     | 31     | +19   | 56  |                           |              |
| 5   | Łysica Bodzentyn                  | 34 | 15 | 9  | 10 | 53     | 30     | +23   | 54  |                           |              |
| 6   | Wisła II Kraków                   | 34 | 16 | 6  | 12 | 57     | 39     | +18   | 54  |                           |              |
| 7   | Unia Tarnów                       | 34 | 13 | 10 | 11 | 40     | 32     | +8    | 49  |                           |              |
| 8   | Beskid Andrychów                  | 34 | 14 | 7  | 13 | 52     | 43     | +9    | 49  |                           |              |
| 9   | Korona II Kielce                  | 34 | 12 | 11 | 11 | 64     | 54     | +10   | 47  |                           |              |
| 10  | Wierna Małogoszcz                 | 34 | 11 | 12 | 11 | 44     | 43     | +1    | 45  |                           |              |
| 11  | KSZO 1929 Ostrowiec Świętokrzyski | 34 | 11 | 10 | 13 | 35     | 39     | −4    | 43  |                           |              |
| 12  | Dalin Myślenice                   | 34 | 11 | 10 | 13 | 42     | 44     | −2    | 43  |                           |              |
| 13  | Poprad Muszyna2                   | 34 | 10 | 11 | 13 | 35     | 43     | −8    | 41  |                           |              |
| 14  | Poroniec Poronin2                 | 34 | 11 | 5  | 18 | 53     | 67     | −14   | 38  |                           |              |
| 15  | Górnik Libiąż (S)                 | 34 | 8  | 9  | 17 | 44     | 74     | −30   | 33  | Spadek do IV ligi         |              |
| 16  | Bocheński KS (S)                  | 34 | 8  | 7  | 19 | 40     | 75     | −35   | 31  | Spadek do IV ligi         |              |
| 17  | Nida Pińczów (S)                  | 34 | 6  | 10 | 18 | 37     | 75     | −38   | 28  | Spadek do IV ligi         |              |
| 18  | Przebój Wolbrom1 (S)              | 34 | 6  | 6  | 22 | 29     | 75     | −46   | 24  | Spadek do klasy okręgowej |              |

## Grupa VIII

### Drużyny
W grupie występuje 17 zespołów, które walczą o miejsce premiowane możliwością gry w barażu o II ligę. Ostatnie cztery zespoły spadają odpowiednio do grupy lubelskiej i podkarpackiej IV ligi. Jeśli mistrz grupy nie wywalczy awansu do II ligi spadnie kolejna drużyna z ligowej tabeli. W przypadku spadku z II ligi drużyn terytorialnie należących do tej grupy (Motor Lublin, Siarka Tarnobrzeg, Stal Mielec, Stal Rzeszów, Stal Stalowa Wola, Wisła Puławy), do IV ligi spadnie dodatkowo tyle drużyn ile opuściło wyższy poziom ligowy.
| Uczestnicy poprzedniej edycji | Uczestnicy poprzedniej edycji |
| ----------------------------- | ----------------------------- |
| Tomasovia Tomaszów Lubelski   | 2                             |
| Izolator Boguchwała           | 3                             |
| Avia Świdnik                  | 4                             |
| Stal Sanok                    | 5                             |
| KS Lublinianka                | 6                             |
| Polonia Przemyśl              | 7                             |
| Karpaty Krosno                | 8                             |
| Stal Kraśnik                  | 9                             |

| Uczestnicy poprzedniej edycji | Uczestnicy poprzedniej edycji |
| ----------------------------- | ----------------------------- |
| Orlęta Radzyń Podlaski        | 10                            |
| Podlasie Biała Podlaska       | 11                            |
| Chełmianka Chełm              | 12                            |
| Orzeł Przeworsk               | 13                            |
| Spadek z II ligi 2012/2013    |                               |
| grupa wschodnia               |                               |
| Resovia                       | 41                            |

| Awans z IV ligi 2012/2013 | Awans z IV ligi 2012/2013 |
| ------------------------- | ------------------------- |
| grupa lubelska            |                           |
| Hetman Zamość             | 1                         |
| Omega Stary Zamość        | 32                        |
| grupa podkarpacka         |                           |
| JKS 1909 Jarosław         | 1                         |
| Sokół Sieniawa            | 2                         |

Objaśnienia:
1. Resovia nie otrzymała licencji na grę w II lidze w sezonie 2013/2014, w związku z czym została zdegradowana do III ligi.
2. Wicemistrz IV ligi lubelskiej Bogdanka II Łęczna zrezygnował z udziału w III lidze. Wolne miejsce zajęła kolejna drużyna ligowa – Omega Stary Zamość.

| Lp. | Drużyna                     | M  | Z  | R  | P  | Bramki | Bramki | Różn. | Pkt | Uwagi             | Bezpośrednio |
| --- | --------------------------- | -- | -- | -- | -- | ------ | ------ | ----- | --- | ----------------- | ------------ |
| 1   | Resovia (M) (B)             | 32 | 20 | 7  | 5  | 60     | 24     | +36   | 67  | Baraże o II ligę  |              |
| 2   | JKS 1909 Jarosław           | 32 | 17 | 7  | 8  | 42     | 22     | +20   | 58  |                   |              |
| 3   | Tomasovia Tomaszów Lubelski | 32 | 14 | 13 | 5  | 45     | 29     | +16   | 55  |                   |              |
| 4   | Izolator Boguchwała         | 32 | 16 | 5  | 11 | 62     | 44     | +18   | 53  |                   |              |
| 5   | Stal Kraśnik                | 32 | 16 | 4  | 12 | 56     | 40     | +16   | 52  |                   |              |
| 6   | Karpaty Krosno              | 32 | 15 | 7  | 10 | 54     | 38     | +16   | 52  |                   |              |
| 7   | Sokół Sieniawa              | 32 | 14 | 9  | 9  | 53     | 34     | +19   | 51  |                   |              |
| 8   | Orlęta Radzyń Podlaski      | 32 | 14 | 9  | 9  | 44     | 34     | +10   | 51  |                   |              |
| 9   | Chełmianka Chełm            | 32 | 15 | 5  | 12 | 48     | 36     | +12   | 50  |                   |              |
| 10  | Avia Świdnik                | 32 | 13 | 8  | 11 | 46     | 34     | +12   | 47  |                   |              |
| 11  | KS Lublinianka              | 32 | 12 | 6  | 14 | 42     | 43     | −1    | 42  |                   |              |
| 12  | Orzeł Przeworsk             | 32 | 13 | 1  | 18 | 36     | 61     | −25   | 40  |                   |              |
| 13  | Stal Sanok2                 | 32 | 10 | 8  | 14 | 28     | 41     | −13   | 38  | Drużyna wycofana  |              |
| 14  | Polonia Przemyśl (S)        | 32 | 7  | 7  | 18 | 35     | 54     | −19   | 28  | Spadek do IV ligi |              |
| 15  | Podlasie Biała Podlaska1    | 32 | 7  | 7  | 18 | 27     | 65     | −38   | 28  |                   |              |
| 16  | Hetman Zamość (S)           | 32 | 7  | 7  | 18 | 31     | 65     | −34   | 28  | Spadek do IV ligi |              |
| 17  | Omega Stary Zamość (S)      | 32 | 4  | 6  | 22 | 18     | 63     | −45   | 18  | Spadek do IV ligi |              |

## Baraże o II ligę
Wobec reorganizacji II ligi mistrzowie poszczególnych grup zmierzą się ze sobą w barażach o dwa miejsca premiowane awansem.

### Runda 1
| 14 czerwca 2014 17:00 CET | Granat Skarżysko-Kamienna · Michał Gajos 22' · Mateusz Fryc 66' | 2:0(1:0) | Sokół Ostróda | Skarżysko-Kamienna (Stadion Miejski) Widzów: 600 Sędzia: Sebastian Jarzębak (Bytom) |
|                           |                                                                 |          |               |                                                                                     |

| 18 czerwca 2014 17:00 CET                                                                           | Sokół Ostróda · Kamil Smyt 17' · Piotr Piceluk 78' | 2:0 pd. k. 4:2(1:0, 2:0, 2:0)                                         | Granat Skarżysko-Kamienna | Ostróda (Stadion Miejski) Widzów: 1900 Sędzia: Łukasz Bednarek (Koszalin) |
| |                                                    |                                                                       |                           |                                                                           |
| |                                                    | Rzuty karne                                                           |                           |                                                                           |
| Przemysław Płoszczuk · Paweł Podhorodecki · Krystian Słowicki · Wojciech Figurski · Paweł Sędrowski |                                                    | Marek Basąg · Damian Chrzanowski · Mateusz Mianowany · Bartosz Gębura |                           |                                                                           |

| 14 czerwca 2014 20:00 CET | Kotwica Kołobrzeg · Patryk Pietras 84' | 1:1(0:0) | Resovia · Mateusz Świechowski 69' | Kołobrzeg (Stadion Miejski) Widzów: 2200 Sędzia: Adam Lyczmański (Bydgoszcz) |
|                           |                                        |          |                                   |                                                                              |

| 18 czerwca 2014 17:00 CET | Resovia | 0:1(0:0) | Kotwica Kołobrzeg · Krzysztof Biegański 90' | Rzeszów (Stadion Uniwersytecki) Sędzia: Tomasz Wajda (Żywiec) |
|                           |         |          |                                             |                                                               |

| 14 czerwca 2014 17:00 CET | Ursus Warszawa · Jarosław Łowicki 8' (k.) | 1:0(1:0) | Ślęza Wrocław | Warszawa, Stadion RKS Ursus Widzów: 700 Sędzia: Marcin Szczerbowicz (Olsztyn) |
|                           |                                           |          |               |                                                                               |

| 18 czerwca 2014 17:00 CET | Ślęza Wrocław · Radosław Flejterski 85' (k.) | 1:1 pd.(0:0) | Ursus Warszawa · Jarosław Łowicki 99' (k.) | Wrocław (Stadion Piłkarski Oporowska) Widzów: 500 Sędzia: Jarosław Przybył (Kluczbork) |
|                           |                                              |              |                                            |                                                                                        |

| 14 czerwca 2014 17:00 CET | Nadwiślan Góra | 0:1(0:1) | Sokół Kleczew · Norbert Grzelak 41' | Góra (Stadion im. Józefa Waliczka) Widzów: 600 Sędzia: Tomasz Kwiatkowski (Warszawa) |
|                           |                |          |                                     |                                                                                      |

| 18 czerwca 2014 17:00 CET | Sokół Kleczew · Arkadiusz Bajerski 20' | 1:3(1:1) | Nadwiślan Góra · Dawid Tomanek 38' · Dariusz Rucki 65' · Tomasz Matysek 89' | Kleczew (Stadion Miejski) Widzów: 400 Sędzia: Wojciech Krztoń (Olsztyn) |
|                           |                                        |          |                                                                             |                                                                         |

### Runda 2
| 25 czerwca 2014 18:00 CET | Ursus Warszawa · Dawid Jarczak 5', 48' | 2:4(1:2) | Kotwica Kołobrzeg · Dawid Ambroziak 17' · Krzysztof Biegański 23', 68' · Patryk Pietras 62' | Warszawa, Stadion RKS Ursus Widzów: 1200 Sędzia: Paweł Pskit (Łódź) |
|                           |                                        |          |                                                                                             |                                                                     |

| 25 czerwca 2014 18:00 CET | Kotwica Kołobrzeg · Tomasz Rydzak 49' | 1:0(0:0) | Ursus Warszawa | Kołobrzeg (Stadion Miejski) Sędzia: Bartosz Frankowski (Toruń) |
|                           |                                       |          |                |                                                                |

| 25 czerwca 2014 17:00 CET | Nadwiślan Góra · Arkadiusz Kowalczyk 8', 37' | 3:1(2:1) | Sokół Ostróda · Paweł Sędrowski 19' (k.) | Góra (Stadion im. Józefa Waliczka) Widzów: 600 Sędzia: Tomasz Musiał (Kraków) |
|                           |                                              |          |                                          |                                                                               |

| 28 czerwca 2014 17:00 CET | Sokół Ostróda | 0:2(0:1) | Nadwiślan Góra · Dawid Szwarga 38' · Adam Setla 89' | Ostróda (Stadion Miejski) Widzów: 1800 Sędzia: Krzysztof Jakubik (Siedlce) |
|                           |               |          |                                                     |                                                                            |